# مسيرة دونالد ترمب السياسية
بدأ النشاط السياسي لدونالد ترمب عندما اقترح علنًا الترشح للرئاسة في أواخر الثمانينيات. ومنذ ذلك الحين، حافظ ترمب على اهتمام ثابت بالسياسة، على الرغم من أنه لم يكن يُعتبر دائمًا مرشحًا جادًا. تحدث ترمب في مؤتمر العمل السياسي المحافظ عدة مرات، وكان ظهوره الأول في عام 2012؛ وقد اكتسب ترمب شهرة سياسية متزايدة لدى الجمهور لتحدثه عن مسألة مولد أوباما خلال تلك الفترة. من عام 2013 إلى 2015، استمر ترمب في تصدر العناوين الرئيسية السياسية بالرغم من أنه كان لا يزال يحصد نسبة منخفضة من استطلاعات الرأي ولم يأخذه المحللون على محمل الجد. أصبح ترمب مرشح الحزب الجمهوري لمنصب رئيس الولايات المتحدة في عام 2016 بعد فوزه على ستة عشر مرشحًا آخر خلال حملة مثيرة للجدل.
ترشح ترمب رسميًا لمنصب الرئيس أربع مرات، في أعوام 2000 و2016 و2020 و2024 ؛ كما شارك في حملة غير رسمية في عام 2012 وفكر في الترشح في عام 2004. فاز في الانتخابات العامة لعام 2016 من خلال المجمع الانتخابي بينما خسر التصويت الشعبي أمام المرشحة الديمقراطية هيلاري كلينتون بفارق 2.8 مليون صوت، وبذلك تم انتخابه رئيسًا خامسًا وأربعين للولايات المتحدة في 8 نوفمبر 2016، وتم تنصيبه في 20 يناير 2017.
في 18 يونيو 2019، أعلن ترمب أنه سيترشح لإعادة انتخابه في الانتخابات الرئاسية لعام 2020. لم يتم الإعلان عن الانتخابات في 3 نوفمبر لأي من المرشحين لعدة أيام؛ في 7 نوفمبر، أعلنت وكالة أسوشيتد برس - إلى جانب شبكات تلفزيونية كبرى بما في ذلك سي إن إن، وإيه بي سي نيوز، وسي بي إس نيوز، وإن بي سي نيوز، وفوكس نيوز - فوز جو بايدن بالسباق. ولم يعترف ترمب بالهزيمة، على الرغم من أن النتائج النهائية للانتخابات لم تكن متقاربة، ولم تبدأ الإدارة التعاون مع فريق انتقال الرئيس المنتخب بايدن حتى 23 نوفمبر. مع بقاء أسبوع واحد على انتهاء ولايته الرئاسية، تم عزل ترمب من قبل مجلس النواب بتهمة التحريض على التمرد بسبب أفعاله خلال اقتحام مبنى الكونجرس في 6 يناير، ولكن تمت تبرئته في مجلس الشيوخ الذي كان يسيطر عليه الجمهوريون بنتيجة 57-43 لصالح إدانته وبدون الوصول إلى نسبة الثلثين اللازمة للإدانة.

## تغييرات الحزب السياسي
تغير انتماء ترمب السياسي عدة مرات. سجّل نفسه كجمهوري في مانهاتن، نيويورك في عام 1987، ثم انتقل إلى حزب الإصلاح في 1999، والحزب الديمقراطي في 2001، ثم عاد إلى الحزب الجمهوري في 2009.

## الانتخابات الرئاسية 1988
ناقش ترمب فكرة الترشح للرئاسة لأول مرة في عام 1987، حيث نشر إعلانات على صفحة كاملة في ثلاث صحف رئيسية، معلنًا "يجب على أمريكا التوقف عن الدفع للدفاع عن البلدان التي تستطيع تحمل تكاليف الدفاع عن نفسها". دعت الإعلانات إلى "خفض العجز في الميزانية، والعمل من أجل السلام في أمريكا الوسطى، وتسريع مفاوضات نزع السلاح النووي مع الاتحاد السوفييتي ". وقد قال نائب الكونجرس الديمقراطي بيريل أنتوني جونيور لصحيفة نيويورك تايمز أن "الرسالة التي كان ترمب يبشر بها هي رسالة ديمقراطية". وعندما سُئل ترمب عما إذا كانت الشائعات حول ترشحه للرئاسة صحيحة، نفى كونه مرشحًا لكنه قال: "أعتقد أنه إذا ترشحت للرئاسة، فسأفوز". في عام 1988، اقترب من لي أتواتر طالبًا وضعه في الاعتبار كرفيق للمرشح الجمهوري جورج بوش الأب. وجد بوش الطلب "غريبًا ولا يصدق". وفقًا لاستطلاع أجرته مؤسسة غالوب في ديسمبر 1988، كان ترمب هو الرجل العاشر الأكثر إعجابًا في أمريكا.

## الحملة الرئاسية لعام 2000
في عام 1999، شكل ترمب لجنة استكشافية للسعي إلى ترشيح حزب الإصلاح للانتخابات الرئاسية لعام 2000. أظهر استطلاع للرأي أجري في يوليو 1999 مقارنة بينه وبين المرشح الجمهوري المحتمل جورج بوش الابن والمرشح الديمقراطي المحتمل آل جور حصول ترمب على نسبة تأييد تبلغ سبعة بالمائة. وفي النهاية انسحب ترمب من السباق، لكنه واصل الفوز في الانتخابات التمهيدية لحزب الإصلاح في كاليفورنيا وميشيغان. بعد ترشحه، ترك الحزب بسبب مشاكل متعلقة بأفراد داخل الحزب من بينهم ديفيد ديوك، وبات بوكانان، ولينورا فولاني. كما فكر أيضًا في الترشح للرئاسة في عام 2004. في عام 2008، وبعد تأييده للديمقراطية هيلاري كلينتون في الانتخابات التمهيدية، أيّد الجمهوري جون ماكين للرئاسة في الانتخابات العامة.

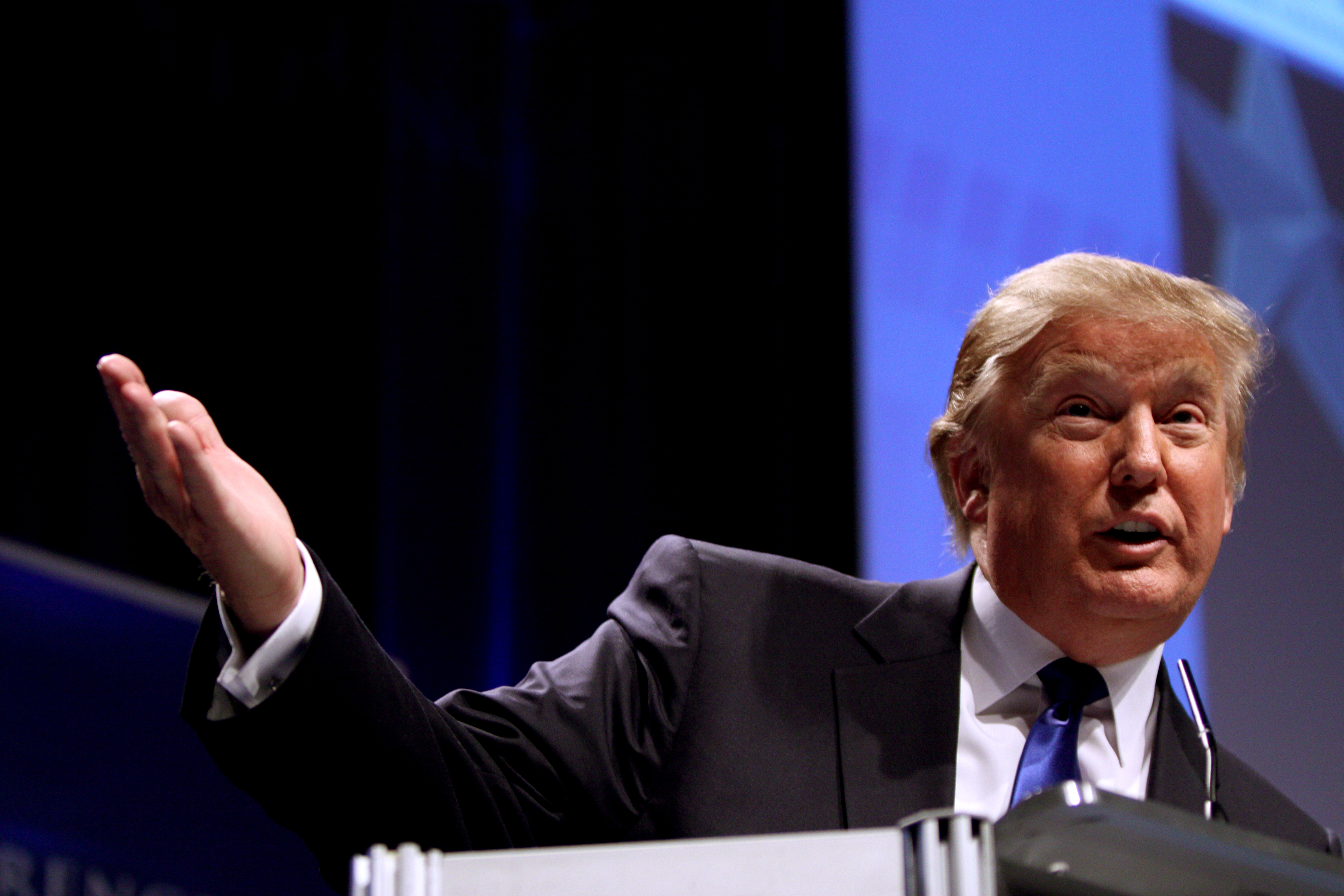
ترمب يتحدث في مؤتمر العمل السياسي المحافظ، فبراير 2011

توقع ترمب علنًا إمكانية ترشحه للرئاسة في انتخابات عام 2012، وظهر لأول مرة متحدثًا في مؤتمر العمل السياسي المحافظ (CPAC) في فبراير 2011. يعود الفضل في مساعدة هذا الخطاب في بدء مسيرته السياسية داخل الحزب الجمهوري. في 16 مايو 2011، أعلن ترمب أنه لن يترشح للرئاسة في انتخابات 2012، مما وضع حدًا لما وصفه بـ "الحملة غير الرسمية". في فبراير 2012، أيد ترمب ترشيح ميت رومني للرئاسة.
لم يتم أخذ طموحات ترمب الرئاسية على محمل الجد بشكل عام في ذلك الوقت. وقد فسرت بعض وسائل الإعلام تحركات ترمب على أنها أدوات ترويجية محتملة لبرنامجه الواقعي ذا أبرينتايس. قبل انتخابات عام 2016، تكهنت صحيفة نيويورك تايمز بأن ترمب "سرَّع من جهوده الشرسة لكسب مكانة داخل العالم السياسي" بعد أن سخر منه الرئيس الأمريكي آنذاك باراك أوباما في حفل عشاء رابطة مراسلي البيت الأبيض في أبريل 2011.
في عام 2011، وفقًا لإيفان جونز، مدير الأكاديمية العسكرية في نيويورك في ذلك الوقت، طلبَ المشرف آنذاك جيفري كوفرديل السجلات الأكاديمية لترمب، لتسليمها إلى "خريجي المدرسة البارزين والأثرياء الذين كانوا أصدقاء السيد ترمب" بناء على طلبهم. وقال كوفرديل أنه رفض تسليم سجلات ترمب إلى أمناء المدرسة، وقام بدلاً من ذلك بختم سجلات ترمب في الحرم الجامعي. قال جونز: "كانت هذه هي المرة الوحيدة في مسيرتي التعليمية التي سمعت فيها عن إزالة سجل شخص ما". وأضاف كوفرديل: "كانت هذه هي المرة الوحيدة التي نقلت فيها سجلات خريج". وبحسب ما ورد وقعت الحادثة بعد أيام من مطالبة ترمب بسجلات أوباما الأكاديمية.

## الأنشطة السياسية خلال الفترة 2013-2015
في عام 2013، تحدث ترمب مرة أخرى في مؤتمر العمل السياسي المحافظ؛ وهاجم الهجرة غير الشرعية، وندد بـ "الحماية الإعلامية غير المسبوقة" التي قدمها أوباما، ونصح بعدم الإضرار بالرعاية الطبية والتأمين الاجتماعي، واقترح أن "تأخذ" الحكومة نفط العراق وتستخدم العائدات لدفع مليون دولار لكل أسرة من أسر الجنود القتلى.
في أكتوبر 2013، وزع الجمهوريون في نيويورك مذكرة تقترح أن يترشح ترمب لمنصب حاكم الولاية في عام 2014 ضد أندرو كومو. رد ترمب بأنه على الرغم من أن نيويورك تعاني من مشاكل وأن ضرائبها مرتفعة للغاية، إلا أنه غير مهتم بمنصب الحاكم. أظهر استطلاع للرأي أجرته جامعة كوينيبياك في فبراير 2014 خسارة ترمب أمام كوومو الأكثر شعبية بفارق 37 نقطة في انتخابات افتراضية.

## الحملة الرئاسية لعام 2016

### الانتخابات التمهيدية للحزب الجمهوري

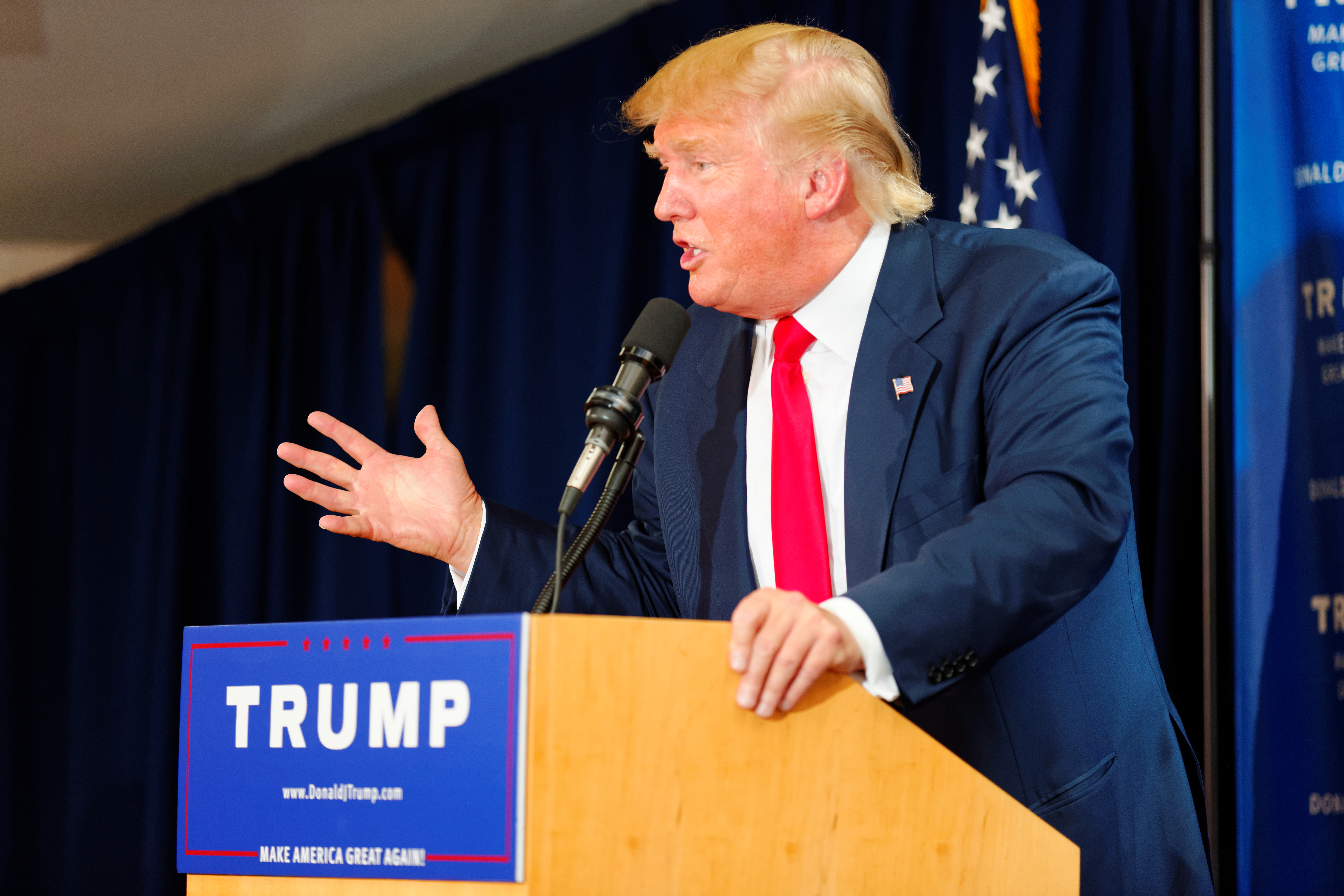
حملة ترمب في لاكونيا، نيو هامبشاير، يوليو 2015

في 16 يونيو 2015، أعلن ترمب ترشحه لمنصب رئيس الولايات المتحدة في برج ترمب في مانهاتن. في خطابه، ناقش ترمب الهجرة غير الشرعية، ونقل الوظائف الأمريكية إلى الخارج، والدين العام، والتي ظلت جميعها أولويات كبرى خلال الحملة. وأعلن أيضًا أن شعار حملته سيكون "جعل أمريكا عظيمة مرة أخرى ". وقال ترمب إن ثروته ستجعله محصنًا ضد ضغوط المتبرعين للحملة. أعلن أنه يمول حملته بنفسه؛ وفقًا لمجلة ذا أتلانتيك، "كانت مزاعم ترمب بشأن التمويل الذاتي مشكوكًا فيها دائمًا في أفضل الأحوال ومضللة بشكل نشط في أسوأ الأحوال".
تركز جزء كبير من حملة ترمب على وعده بأنه إذا انتخب رئيسًا فسوف يبني جدارًا حدوديًا على الحدود بين الولايات المتحدة والمكسيك، وهو ما لم يحققه. في الانتخابات التمهيدية، كان ترمب واحدًا من سبعة عشر مرشحًا للفوز بترشيح الحزب الجمهوري لعام 2016. في ذلك الوقت، كان هذا أكبر ميدان رئاسي في تاريخ أمريكا. لم يتم أخذ حملة ترمب على محمل الجد في البداية من قبل المحللين السياسيين، لكنه سرعان ما ارتفع إلى قمة استطلاعات الرأي. وقد عزت مجلة ذا نيويوركر فوز ترمب بترشيح الحزب الجمهوري إلى حد كبير إلى "الاشمئزاز العام لدى القاعدة الحزبية من السياسيين المحترفين" وقدرة ترمب على تمييز نفسه عن السياسيين الجمهوريين التقليديين.
وفي يوم الثلاثاء الكبير، حصل ترمب على أكبر عدد من الأصوات، وظل المتصدر طوال الانتخابات التمهيدية. بحلول مارس 2016، كان ترمب على وشك الفوز بترشيح الحزب الجمهوري. بعد فوز ساحق في ولاية إنديانا في 3 مايو 2016- مما دفع المرشحين المتبقيين تيد كروز وجون كاسيتش إلى تعليق حملتيهما الرئاسية. أعلن رئيس اللجنة الوطنية للحزب الجمهوري رينس بريبوس أن ترمب هو المرشح المفترض للحزب الجمهوري.
بعد أن أصبح المرشح المفترض للحزب الجمهوري، حوّل ترمب تركيزه إلى الانتخابات العامة. بدأ ترمب حملته الانتخابية ضد هيلاري كلينتون، التي أصبحت المرشحة المفترضة للحزب الديمقراطي في 6 يونيو 2016. حققت كلينتون تقدمًا كبيرًا على ترمب في استطلاعات الرأي الوطنية طوال معظم عام 2016. في أوائل يوليو، تقلص تقدم كلينتون في متوسط استطلاعات الرأي الوطنية بعد إعادة فتح مكتب التحقيقات الفيدرالي للتحقيق في الجدل الدائر بشأن بريدها الإلكتروني.

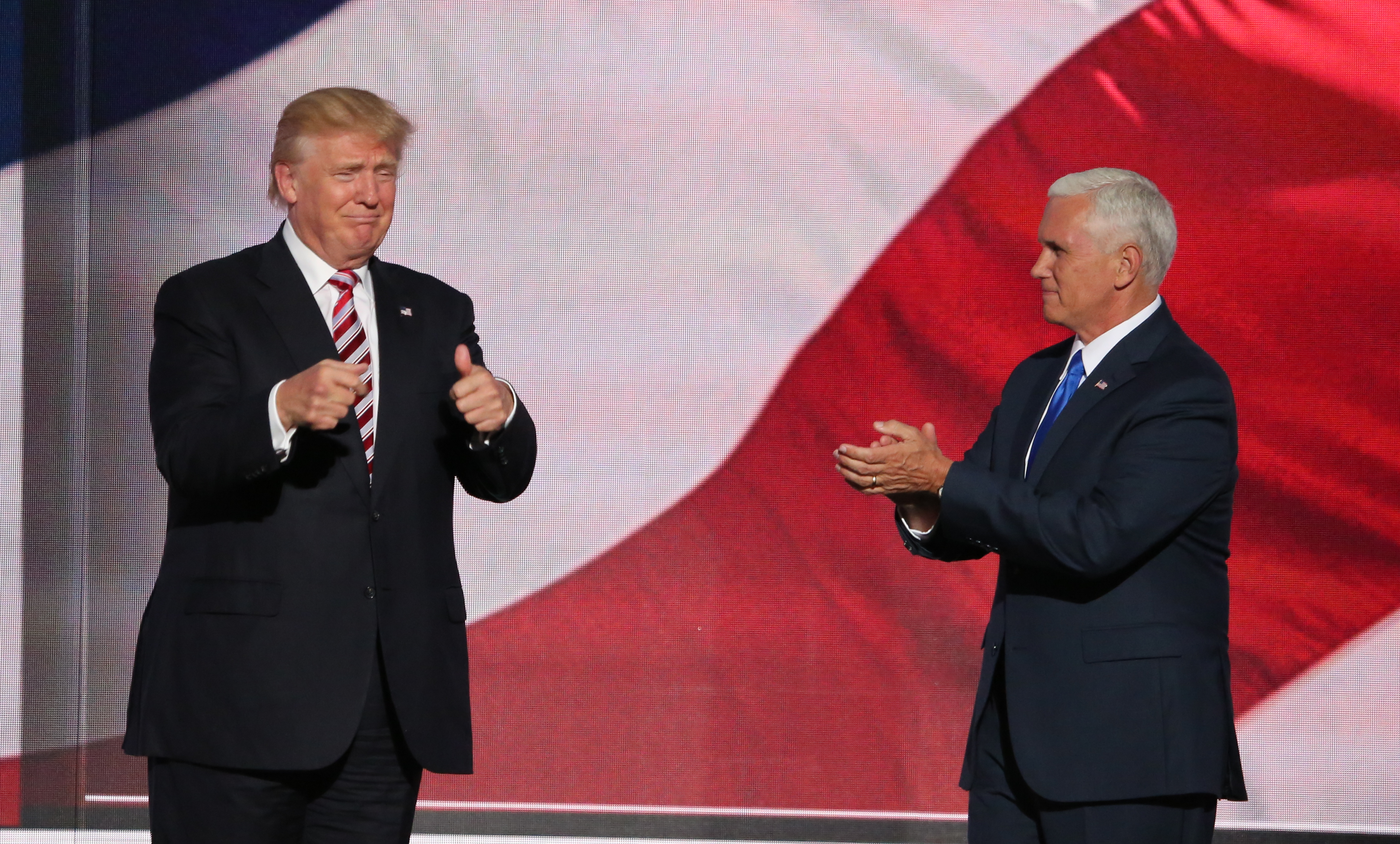
ترمب ومايك بنس في المؤتمر الوطني الجمهوري، يوليو 2016

في 15 يوليو 2016، أعلن ترمب اختياره لحاكم ولاية إنديانا مايك بنس كمرشح لمنصب نائب الرئيس. وبعد أربعة أيام، تم ترشيح الاثنين رسميًا من قبل الحزب الجمهوري في المؤتمر الوطني الجمهوري. وشملت قائمة المتحدثين والحاضرين في المؤتمر المرشح الرئاسي السابق بوب دول، لكن المرشحين السابقين الآخرين لم يحضروا.
في 26 سبتمبر 2016، واجه ترمب وكلينتون بعضهما البعض في مناظرتهما الرئاسية الأولى، والتي أقيمت في جامعة هوفسترا في هيمبستيد، نيويورك. انعقدت المناظرة الرئاسية الثانية في جامعة واشنطن في سانت لويس بولاية ميسوري. كانت بداية هذا النقاش تهيمن عليها الإشارات إلى تسجيل تم تسريبه مؤخرًا لترمب وهو يدلي بتعليقات جنسية صريحة، والتي رد عليها ترمب بالإشارة إلى سلوك بيل كلينتون المتعلق بفضائح جنسية. قبل المناظرة، دعا ترمب أربع نساء اتهمن بيل كلينتون بسوء السلوك إلى مؤتمر صحفي. أُجريت المناظرة الرئاسية النهائية في 19 أكتوبر في جامعة نيفادا، لاس فيغاس. وقد لفت رفض ترمب الإفصاح عما إذا كان سيقبل نتيجة الانتخابات، بغض النظر عن النتيجة، الانتباه بشكل خاص، حيث قال البعض إن ذلك يقوض الديمقراطية.

### المواقف السياسية
شددت حملة ترمب الانتخابية على إعادة التفاوض على العلاقات بين الولايات المتحدة والصين واتفاقيات التجارة الحرة مثل اتفاقية التجارة الحرة لأميركا الشمالية والشراكة عبر المحيط الهادئ، وتطبيق قوانين الهجرة بقوة، وبناء جدار جديد على طول الحدود مع المكسيك. وشملت مواقفه الأخرى في حملته السعي إلى تحقيق الاستقلال في مجال الطاقة مع معارضة لوائح تغير المناخ مثل خطة الطاقة النظيفة واتفاقية باريس، وتحديث وتسريع الخدمات للمحاربين القدامى، وإلغاء واستبدال قانون الرعاية الميسرة، وإلغاء معايير التعليم الأساسية المشتركة، والاستثمار في البنية التحتية، وتبسيط قانون الضرائب مع خفض الضرائب لجميع الطبقات الاقتصادية، وفرض الرسوم الجمركية على الواردات من قبل الشركات التي تنقل الوظائف إلى الخارج. خلال الحملة، دعا أيضًا إلى اتباع نهج غير تدخلي إلى حد كبير في السياسة الخارجية مع زيادة الإنفاق العسكري، والتدقيق الشديد، أو حظر المهاجرين من البلدان ذات الأغلبية المسلمة، من أجل استباق الإرهاب الإسلامي المحلي، والعمل العسكري العدواني ضد تنظيم الدولة الإسلامية (داعش). خلال الحملة الانتخابية، وصف ترمب حلف شمال الأطلسي مرارًا وتكرارًا بأنه "عتيق".
وُصفت مواقف ترمب السياسية بأنها شعبوية، وأن بعض آرائه تتعارض مع الخطوط الحزبية. وفقًا للكاتب السياسي جاك شافر، قد يكون ترمب "شعبويًا أمريكيًا تقليديًا إلى حد ما عندما يتعلق الأمر بآرائه السياسية" ولكنه يجذب انتباه وسائل الإعلام، وأحيانًا من خلال الإدلاء بتعليقات شنيعة. لقد دعم ترمب أو مال إلى مواقف سياسية مختلفة على مر الزمن. ووصفت مجلة بوليتيكو مواقفه بأنها "انتقائية وارتجالية ومتناقضة في كثير من الأحيان"، في حين أحصت قناة إن بي سي نيوز "141 تحولاً بارزًا حول 23 قضية رئيسية" خلال حملته.

### خطاب الحملة
في حملته الانتخابية، قال ترمب إنه يحتقر الصوابية السياسية؛ وقال أيضًا إن وسائل الإعلام أساءت تفسير كلماته عمدًا، كما قدم ادعاءات أخرى بشأن التحيز الإعلامي السلبي. وبسبب شهرته جزئيًا، وبسبب استعداده لقول أشياء لا يقولها مرشحون آخرون، ولأن المرشح الذي يكتسب أرضية يقدم تلقائيًا قصة إخبارية مقنعة، تلقى ترمب قدرًا غير مسبوق من التغطية الإعلامية المجانية أثناء حملته الرئاسية، مما رفع مكانته في الانتخابات التمهيدية للحزب الجمهوري.
وقد نددت منظمات التحقق من الحقائق بترمب بسبب إدلائه بعدد قياسي من التصريحات الكاذبة مقارنة بالمرشحين الآخرين. على الأقل أربعة صحف رئيسية - بوليتيكو، واشنطن بوست، نيويورك تايمز، ولوس أنجلوس تايمز - وقد أشار العديد من المراقبين إلى أمور غير صحيحة في تصريحات حملته الانتخابية، حيث ذكرت صحيفة لوس أنجلوس تايمز أنه "لم يحدث في السياسة الرئاسية الحديثة أن أدلى مرشح رئيسي بتصريحات كاذبة بشكل روتيني كما فعل ترمب". قالت الإذاعة الوطنية العامة إن تصريحات حملة ترمب كانت غامضة أو ذات دلالات كثيرة.
ورجّح البعض أن ميل ترمب إلى المبالغة يعود إلى جذور عمله في قطاع العقارات في نيويورك، حيث أسس ترمب ثروته وحيث تكثر المبالغة. وقد اعتمد ترمب نفسه عبارة توني شوارتز - كاتبُ كتبِه -: "المبالغة الصادقة" لوصف خطابه العام.

### دعم من أقصى اليمين
وفقًا لمايكل باركون، كانت حملة ترمب رائعة في جلب الأفكار والمعتقدات والمنظمات الهامشية إلى التيار الرئيسي. أثناء حملته الرئاسية، اتُهم ترمب بالاسترضاء للعنصريين البيض. أعاد نشر تغريدات وصفت بأنها عنصرية صريحة، ورفض إدانة بعض المتطرفين في أكثر من مناسبة، من بينها مقابلة على شبكة سي إن إن، قائلاً إنه سيحتاج أولاً إلى "إجراء بحث" لأنه لا يعرف شيئًا عن ديفيد ديوك أو العنصريين البيض. كان ديوك نفسه يؤيد ترمب بحماس طوال الانتخابات التمهيدية والانتخابات في عام 2016، وقال إنه والأشخاص ذوي التفكير المماثل صوتوا لصالح ترمب بسبب وعوده "باستعادة بلادنا". وقيل لاحقًا إن ترمب أشاد بأدولف هتلر أمام رئيس أركانه جون كيلي، معتقدًا أن "هتلر فعل الكثير من الأشياء الجيدة"، كما ورد أنه احتفظ أيضًا بمجلد من خطابات هتلر على خزانة بجانب سريره عندما كان أصغر سنًا، وقارنته بعض وسائل الإعلام بهتلر خلال حملته الانتخابية عام 2016.  بعد استجواب متكرر من قبل الصحفيين، قال ترمب إنه يتبرأ من ديفيد ديوك ومجموعة كو كلوكس كلان. قال ترمب في برنامج مورنينج جو على قناة إم إس إن بي سي: "لقد تبرأتُ منه. لقد تبرأتُ من كو كلوكس كلان. هل تريدون مني أن أفعل ذلك مرة أخرى للمرة الثانية عشرة؟ لقد تبرأتُ منه في الماضي، وأنا أتبرأ منه الآن".
تمحورت حركة اليمين البديل حول ترشيح ترمب، ويرجع ذلك جزئيًا إلى معارضتها للتعددية الثقافية والهجرة. وقد دعم أعضاء اليمين البديل حملة ترمب بحماس. في أغسطس 2016، عين ستيف بانون - الرئيس التنفيذي لـ برايتبارت - بصفته الرئيس التنفيذي لحملته الانتخابية، وصف بانون موقع بريتبارت نيوز بأنه "منصة اليمين البديل".  في مقابلة أجريت بعد أيام من الانتخابات، أدان ترمب المؤيدين الذين احتفلوا بفوزه بتحية النازية. 

### الإفصاحات المالية
باعتباره مرشحًا رئاسيًا، كشف ترمب عن تفاصيل شركاته وأصوله ومصادر إيراداته بالقدر الذي طلبته لجنة الانتخابات الفيدرالية. وقد ذكر تقريره لعام 2015 أن الأصول التي تزيد عن 1.4 مليار دولار وديون مستحقة لا تقل عن 265 مليون دولار. أظهر نموذج عام 2016 القليل من التغيير.
لم يكشف ترمب عن إقراراته الضريبية، على عكس ممارسة كل مرشح رئيسي منذ عام 1976، وخرقًا لوعده في عام 2014 بالإفصاح عنها إذا ترشح لمنصبه. وقال إن إقراراته الضريبية كانت قيد التدقيق، وأن محاميه نصحوه بعدم الكشف عنها. صرح ترمب للصحافة بأن معدل الضريبة الذي يتقاضاه لا يعنيهم، وأنه يحاول دفع "أقل قدر ممكن من الضرائب".
في أكتوبر 2016، تم تسريب أجزاء من ملفات ولاية ترمب لعام 1995 إلى مراسل صحيفة نيويورك تايمز. ويظهرون أن ترمب أعلن عن خسارة قدرها 916 دولارًا. وقد بلغت ثروته 1.2 مليار دولار في ذلك العام، وهو ما كان من الممكن أن يسمح له بتجنب الضرائب لمدة تصل إلى 18 عامًا. خلال المناظرة الرئاسية الثانية، اعترف ترمب باستخدام الخصم، لكنه رفض تقديم تفاصيل مثل السنوات المحددة التي تم تطبيقه فيها.
في 14 مارس 2017، تم تسريب الصفحتين الأوليين من إقرارات ضريبة الدخل الفيدرالية لترمب لعام 2005 إلى شبكة إم إس إن بي سي. تنص الوثيقة على أن ترمب حصل على دخل إجمالي معدّل قدره 150 مليون دولار ودفع 38 مليون دولار من الضرائب الفيدرالية. وأكد البيت الأبيض صحة الوثائق.
في 3 أبريل 2019، قدمت لجنة الوسائل والطرق في مجلس النواب طلبًا رسميًا إلى مصلحة الضرائب الداخلية للحصول على الإقرارات الضريبية الشخصية والتجارية لترمب من عام 2013 إلى عام 2018، وحددت الموعد النهائي في 10 أبريل في ذلك اليوم، قال وزير الخزانة ستيفن منوشين إن الموعد النهائي لن يتم الوفاء به، وتم تمديد الموعد النهائي إلى 23 أبريل، وهو ما لم يتم الوفاء به أيضًا، وفي مايو وقال منوشين إن الطلب سيتم رفضه. في 10 مايو 2019، استدعى رئيس اللجنة ريتشارد نيل وزارة الخزانة وخدمة الإيرادات الداخلية لتقديم الإقرارات، وبعد سبعة أيام تم رفض الاستدعاءات. وزعمت مسودة مذكرة قانونية صادرة عن مصلحة الضرائب في خريف عام 2018 أن ترمب يجب أن يقدم إقراراته الضريبية إلى الكونجرس ما لم يستدع امتياز السلطة التنفيذية، وهو ما يتناقض مع مبرر الإدارة لتحدي الاستدعاء السابق. وأكد منوشين أن المذكرة تناولت في الواقع مسألة مختلفة.

## الانتخابات الرئاسية

نتائج الانتخابات لعام 2016

في 8 نوفمبر/تشرين الثاني 2016، حصل ترمب على 306 من أصوات المجمع الانتخابي مقابل 232 لكلينتون. كانت الأعداد الرسمية 304 و 227 على التوالي، بعد الانشقاقات من كلا الجانبين . حصل ترمب على عدد أقل من الأصوات الشعبية بنحو 2.9 مليون صوت مقارنة بكلينتون، مما جعله خامس شخص يُنتخب رئيسًا بينما يخسر التصويت الشعبي. كانت كلينتون متقدمة على مستوى البلاد بحصولها على 65,853,514 صوتًا (48.18%) إلى 62,984,828 صوتًا (46.09%).
اعتبر معظم المراقبين فوز ترمب بمثابة مفاجأة سياسية مذهلة، حيث أظهرت استطلاعات الرأي باستمرار أن هيلاري كلينتون تتمتع بتأييد على مستوى البلاد.- على الرغم من تناقصه- الريادة، فضلاً عن ميزة إيجابية في معظم الولايات التنافسية. لقد تم التقليل من دعم ترمب بشكل متواضع طوال حملته، وألقى العديد من المراقبين باللوم على الأخطاء في استطلاعات الرأي، والتي ترجع جزئيًا إلى المبالغة في تقدير دعم كلينتون بين الناخبين المتعلمين وغير البيض، بينما قللوا من تقدير دعم ترمب بين الناخبين من الطبقة العاملة البيضاء. كانت استطلاعات الرأي دقيقة نسبيًا، لكن وسائل الإعلام والخبراء على حد سواء أظهروا ثقة مفرطة في فوز كلينتون على الرغم من العدد الكبير من الناخبين غير الحاسمين والتركيز الإيجابي للدوائر الانتخابية الأساسية لترمب في الولايات التنافسية.
فاز ترمب في 30 ولاية، بما في ذلك ميشيغان، وبنسلفانيا، وويسكونسن، والتي كانت تعتبر جصنًا للمعاقل الديمقراطية منذ تسعينيات القرن العشرين. فازت كلينتون بـ 20 ولاية ومقاطعة كولومبيا. ويمثّل فوز ترمب عودة البيت الأبيض إلى الجمهوريين، إلى جانب السيطرة على مجلسي الكونجرس.
ترمب هو أغنى رئيس في تاريخ الولايات المتحدة، حتى بعد حساب التضخم، وفي وقت تنصيبه، كان أكبر شخص يتولى منصب الرئيس سنًا. وهو أيضًا أول رئيس لم يخدم في الجيش أو يشغل منصبًا حكوميًا اختياريًا أو معينًا قبل انتخابه. من بين الرؤساء السابقين البالغ عددهم 43 ، كان 38 منهم قد شغلوا مناصب انتخابية سابقة، واثنان لم يشغلا مناصب انتخابية لكنهما خدما في مجلس الوزراء، وثلاثة لم يشغلوا مناصب عامة قط لكنهم كانوا قادة جنرالات.

## الرئاسة

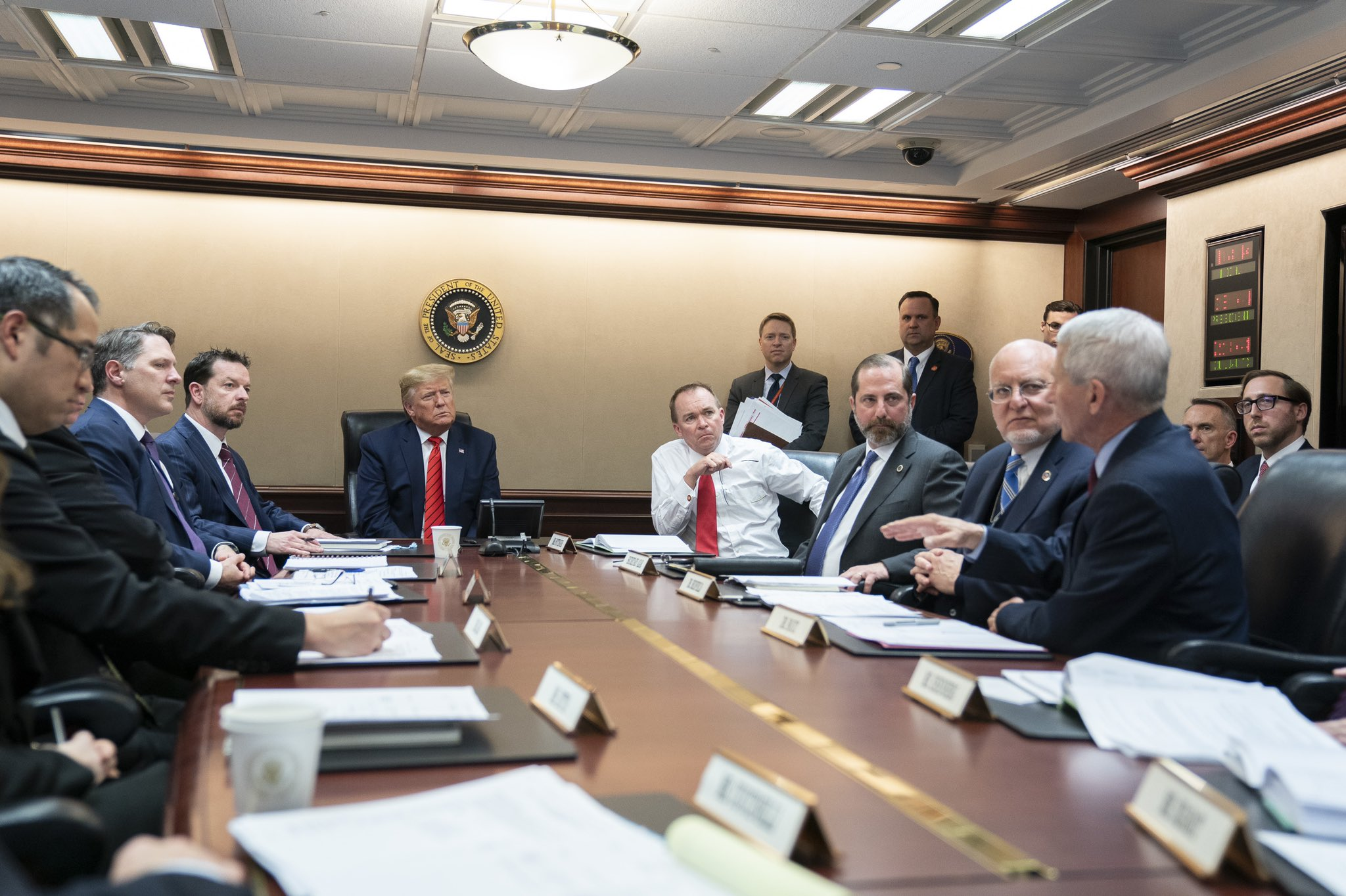
الرئيس ترمب يتلقى إحاطة بشأن كوفيد-19 في غرفة العمليات بالبيت الأبيض.

في بعض الدراسات والاستقصاءات التي أجريت من قبل متخصصين، صُنفت فترة رئاسة ترمب على أنها من بين الأسوأ في التاريخ؛ مثل استقصاء C-SPAN حول تصنيفات الرؤساء بعد ترك مناصبهم وكان ترمب في المرتبة 41 من أصل 44، متقدمًا فقط على جيمس بوكانان، وأندرو جونسون، وفرانكلين بيرس.
تلقى دونالد ترمب وعائلته أكثر من 100 هدية من دول أجنبية بقيمة صافية تقترب من 300 ألف دولار، ولم يقوموا بالتوضيح بشفافية بشأنها كما رأى البعض. كشف تقرير للجنة الرقابة في مجلس النواب الأمريكي الذي أصدره الديمقراطيون، عن تفاصيل العديد من الهدايا التي تلقتها عائلة ترمب. قدمت المملكة العربية السعودية 16 هدية بقيمة 45 ألف دولار، فيما قدمت الهند 17 هدية ثمينة بقيمة 47 ألف دولار. وينصّ قانون الهدايا والأوسمة الأجنبية على أن الرئيس الأمريكي وعائلته لا يتلقون هدايا تزيد قيمتها عن 415 دولارا. علاوةً على ذلك، من المفترض أن يتم الإفصاح عن الهدايا الثمينة واستلامها نيابة عن الولايات المتحدة، ويجب تسليمها إلى الأرشيف الوطني.

## احتجاجات

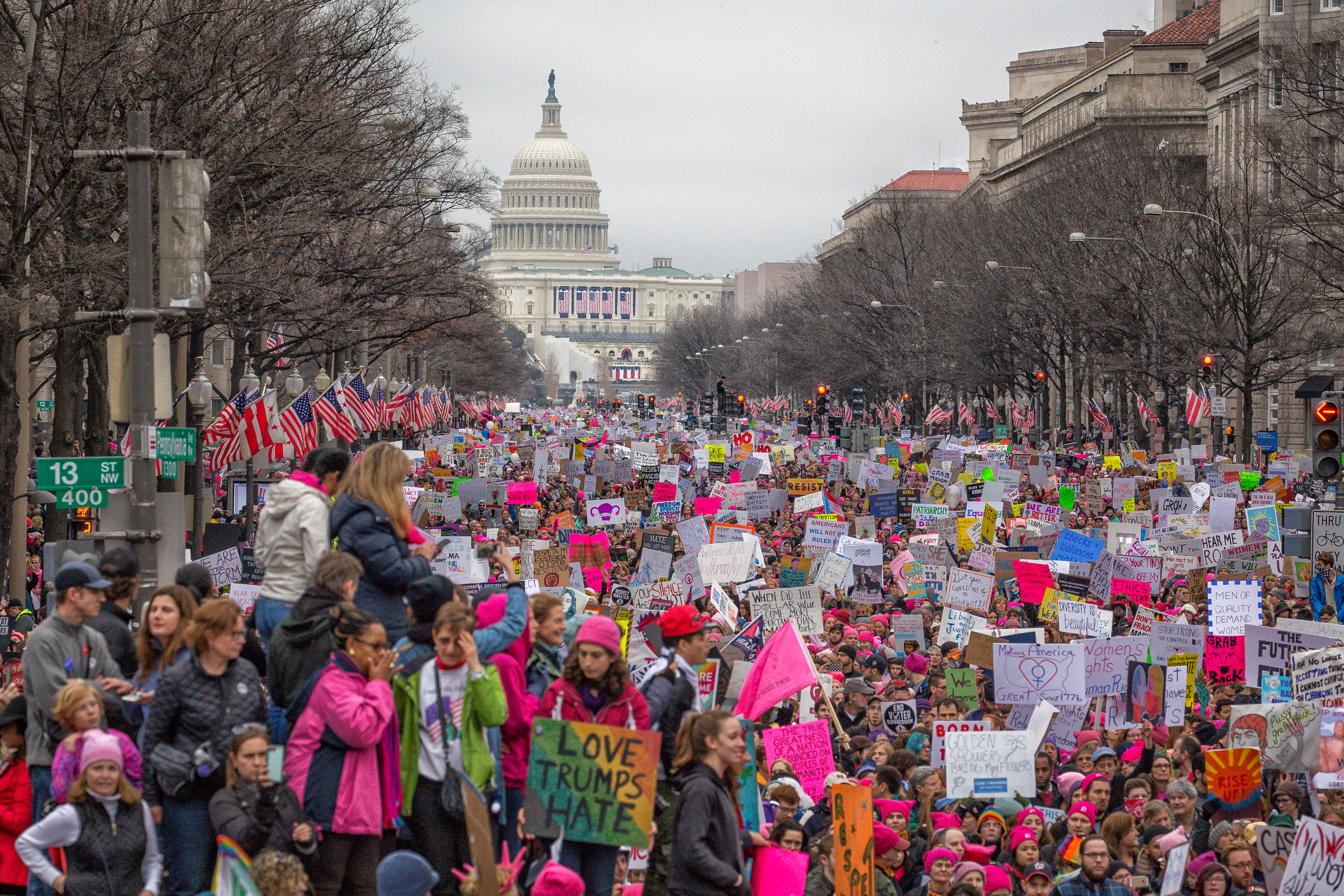
مسيرة نسائية في واشنطن في 21 يناير 2017، بعد يوم من تنصيب الرئيس

كانت بعض التجمعات خلال موسم الانتخابات التمهيدية مصحوبة باحتجاجات أو عنف، بما في ذلك الهجمات على أنصار ترمب والعكس صحيح داخل وخارج الأماكن. وأثار فوز ترمب في الانتخابات احتجاجات في مختلف أنحاء الولايات المتحدة، معارضة لسياساته وتصريحاته التحريضية. قال ترمب في البداية على تويتر إن هؤلاء كانوا " متظاهرين محترفين، حرضتهم وسائل الإعلام"، وأنهم "غير عادلين"، لكنه غرد لاحقًا، "أحب حقيقة أن المجموعات الصغيرة من المتظاهرين الليلة الماضية لديهم شغف ببلدنا العظيم".
وفي الأسابيع التي أعقبت تنصيب ترمب، اندلعت مظاهرات حاشدة مناهضة لترمب، مثل المسيرات النسائية، التي جمعت 2.6 مليون شخص في جميع أنحاء العالم، بما في ذلك 500 ألف شخص في واشنطن وحدها. بدأت المسيرات ضد حظره للسفر في جميع أنحاء البلاد في 29 يناير 2017، بعد تسعة أيام فقط من تنصيبه. 

## الانتخابات الرئاسية لعام 2020
أشار ترمب إلى نيته الترشح لولاية ثانية من خلال التقدم بطلب إلى لجنة الانتخابات الفيدرالية في غضون ساعات قليلة من توليه الرئاسة.  وقد أدى هذا إلى تحويل لجنة الانتخابات لعام 2016 إلى لجنة إعادة انتخاب عام 2020.  احتفل ترمب بالبداية الرسمية للحملة بتجمع حاشد في ملبورن بولاية فلوريدا، في 18 فبراير 2017، بعد أقل من شهر من توليه منصبه. بحلول يناير/كانون الثاني 2018، كان لدى لجنة إعادة انتخاب ترمب 22 مليار مليون دولار في متناول اليد، وقد جمعت مبلغًا إجماليًا يتجاوز 67 مليون دولار بحلول ديسمبر 2018. 23 دولار تم إنفاق مليون دولار في الربع الرابع من عام 2018، حيث دعم ترمب العديد من المرشحين الجمهوريين في انتخابات التجديد النصفي لعام 2018.

نتائج التصويت الانتخابي لعام 2020

في 3 نوفمبر 2020، خسر ترمب إعادة انتخابه أمام المرشح الديمقراطي ونائب الرئيس السابق جو بايدن. وحصل ترمب على 232 صوتا انتخابيا مقابل 306 لبايدن. وحصل ترمب على 74,216,154 صوتا في التصويت الشعبي مقابل 81,268,924 لبايدن.

## الانتخابات الرئاسية لعام 2024

### تأكيد نية الترشح لولاية ثانية
في 15 نوفمبر 2022، في مقر إقامته في مارالاغو بعد أسبوع واحد من انتخابات التجديد النصفي لعام 2022، أصبح ترمب أول مرشح رئيسي يعلن عن حملته للانتخابات الرئاسية لعام 2024.

### مرشح جمهوري مؤكد
في 15 يوليو 2024، اختار الحزب الجمهوري الأمريكي ترمب وجاي دي فانس مرشحي الحزب لمنصب الرئيس ونائب الرئيس في الانتخابات الرئاسية الأمريكية لعام 2024. وقد قبل ترمب الترشيح رسميًا في 19 يوليو 2024.

### هزيمة كامالا هاريس والفوز بفترة رئاسية ثانية غير متتالية

نتائج الانتخابات لعام 2024

فاز ترمب في الانتخابات التي عقدت في 5 نوفمبر 2024، متغلبًا على المرشحة الديمقراطية ونائبة الرئيس كامالا هاريس، ومن المقرر أن يصبح ثاني رئيس أمريكي في التاريخ يخدم فترتين غير متتاليتين بعد جروفر كليفلاند.

## استشهادات
1. ↑  Lopez, German (29 Nov 2017). "Trump is still reportedly pushing his racist "birther" conspiracy theory about Obama". Vox (بالإنجليزية الأمريكية). Retrieved 2024-09-12.
2. ↑  Barbaro، Michael (16 سبتمبر 2016). "Donald Trump Clung to 'Birther' Lie for Years, and Still Isn't Apologetic". The New York Times. مؤرشف من الأصل في 2024-12-19.
3. ↑  "Declassified report says Putin 'ordered' effort to undermine faith in U.S. election and help Trump". The Washington Post. 6 يناير 2017. مؤرشف من الأصل في 2024-12-06. اطلع عليه بتاريخ 2022-06-11.
4. 1 2  "Trump not running for president". سي إن إن. 16 مايو 2011. مؤرشف من الأصل في 2011-08-05. اطلع عليه بتاريخ 2011-05-16.
5. ↑  "Donald Trump has lost the popular vote by more than any president in US history". Independent.co.uk. 13 ديسمبر 2016. مؤرشف من الأصل في 2023-03-21.
6. ↑  "Official 2020 Presidential General Election Results" (PDF). fec.gov. اطلع عليه بتاريخ 2024-01-21.
7. ↑  Naylor، Brian (9 فبراير 2021). "Article of Impeachment Cites Trump's 'Incitement' of Capitol Insurrection". NPR.
8. ↑  Gillin، Joshua (24 أغسطس 2015). "Bush says Trump was a Democrat longer than a Republican 'in the last decade'". بوليتيفاكت.كوم. مؤرشف من الأصل في 2020-01-13. اطلع عليه بتاريخ 2017-03-18.
9. ↑  "For Donald Trump, the 1980s still hold relevance". The Mercury News (بالإنجليزية الأمريكية). 2 Jan 2017. Retrieved 2021-08-29.
10. ↑  Oreskes، Michael (2 سبتمبر 1987). "Trump Gives a Vague Hint of Candidacy". نيويورك تايمز. مؤرشف من الأصل في 2024-12-25. اطلع عليه بتاريخ 2016-02-17.
11. 1 2  Butterfield، Fox (12 فبراير 1988). "Trump Urged To Head Gala Of Democrats". نيويورك تايمز. مؤرشف من الأصل في 2024-12-25.
12. ↑  Kranish & Fisher 2017، صفحة 3.
13. ↑  Gallup 1990، صفحة 3.
14. 1 2  Trump، Donald J. (19 فبراير 2000). "What I Saw at the Revolution". نيويورك تايمز. مؤرشف من الأصل في 2024-12-25.
15. 1 2  Winger، Richard (25 ديسمبر 2011). "Donald Trump Ran For President in 2000 in Several Reform Party Presidential Primaries". Ballot Access News. مؤرشف من الأصل في 2024-12-08.
16. ↑  Johnson، Glen. "Donald Trump eyeing a run at the White House". Standard-Speaker. Hazelton, Pennsylvania.
17. ↑  "CA Secretary of State – Primary 2000 – Statewide Totals". ca.gov. مؤرشف من الأصل في 2015-02-16. اطلع عليه بتاريخ 2015-07-01.
18. ↑  Travis، Shannon (17 مايو 2011). "Was he ever serious? How Trump strung the country along, again". سي إن إن. مؤرشف من الأصل في 2023-10-09. اطلع عليه بتاريخ 2015-06-07.
19. ↑  "Donald Trump in 2008: Hillary Clinton would 'make a good president'".
20. ↑  "Trump endorses McCain". سي إن إن. 18 سبتمبر 2008. مؤرشف من الأصل في 2021-01-16. اطلع عليه بتاريخ 2016-07-12.
21. ↑  Belonsky، Andrew (10 فبراير 2011). "GOProud Leads 'Trump in 2012' Movement at CPAC". Towleroad.com. مؤرشف من الأصل في 2024-08-01.
22. ↑  "Trump endorses Romney, cites tough China position and electability". فوكس نيوز. 2 فبراير 2012. مؤرشف من الأصل في 2024-12-15.
23. ↑  MacAskill، Ewen (16 مايو 2011). "Donald Trump bows out of 2012 US presidential election race". الغارديان. مؤرشف من الأصل في 2024-12-25. Few U.S. political commentators took his campaign seriously and many suggested he was only in it for the publicity.
24. ↑  Grier، Peter (10 فبراير 2011). "Donald Trump says he might run for president. Three reasons he won't". كريستشن ساينس مونيتور. مؤرشف من الأصل في 2023-10-09. اطلع عليه بتاريخ 2011-04-21.
25. ↑  Linkins، Jason (11 فبراير 2011). "Donald Trump Brings His 'Pretend To Run For President' Act To CPAC". The Huffington Post. مؤرشف من الأصل في 2017-10-10. اطلع عليه بتاريخ 2011-04-21.
26. ↑  Haberman، Maggie؛ Burns، Alexander (12 مارس 2016). "Donald Trump's Presidential Run Began in an Effort to Gain Stature". نيويورك تايمز. مؤرشف من الأصل في 2024-12-25. اطلع عليه بتاريخ 2018-04-13.
27. ↑  Fisher، Marc (5 مارس 2019). "'Grab that record': How Trump's high school transcript was hidden". واشنطن بوست. مؤرشف من الأصل في 2024-06-20. اطلع عليه بتاريخ 2019-06-09.
28. ↑  Moody، Chris (5 مارس 2013). "Donald Trump to address CPAC". Yahoo! News. مؤرشف من الأصل في 2023-10-09. اطلع عليه بتاريخ 2013-03-06.
29. ↑  Madison، Lucy (15 مارس 2013). "Trump: Immigration reform a "suicide mission" for GOP". سي بي إس نيوز. مؤرشف من الأصل في 2024-06-23.
30. ↑  Amira، Dan (15 مارس 2013). "Photos of Donald Trump Delivering His Self-Aggrandizing CPAC Speech to a Half-Empty Ballroom". New York (magazine). مؤرشف من الأصل في 2018-10-09.
31. ↑  Spector، Joseph (14 أكتوبر 2013). "N.Y. Republicans want Donald Trump to run for governor". يو إس إيه توداي. مؤرشف من الأصل في 2024-12-05. اطلع عليه بتاريخ 2013-10-31.
32. ↑  Miller، Jake (13 فبراير 2014). "Trump trumped by Cuomo in N.Y. governor race, poll finds". سي بي إس نيوز. مؤرشف من الأصل في 2023-10-09. اطلع عليه بتاريخ 2017-02-09.
33. ↑  Trump، Donald (16 يونيو 2015). Here's Donald Trump's Presidential Announcement Speech (Speech). Trump Tower, New York City. مؤرشف من الأصل في 2024-12-20 – عبر Time. Transcript of full speech
34. ↑  "Donald Trump Presidential Campaign Announcement Full Speech (C-SPAN)" (Video). YouTube. C-SPAN. 16 يونيو 2015. اطلع عليه بتاريخ 2018-06-02.
35. ↑  Lerner، Adam B. (16 يونيو 2015). "The 10 best lines from Donald Trump's announcement speech". بوليتيكو. مؤرشف من الأصل في 2024-11-13. اطلع عليه بتاريخ 2018-06-07.
36. ↑  realDonaldTrump (5 سبتمبر 2015).  (تغريدة) https://x.com/realDonaldTrump/status/640280850182090752. اطلع عليه بتاريخ 2018-06-07. {{استشهاد ويب}}: الوسيط |title= غير موجود أو فارغ (مساعدة)
37. ↑  Graham، David A. (13 مايو 2016). "The Lie of Trump's 'Self-Funding' Campaign". ذا أتلانتيك. مؤرشف من الأصل في 2024-12-12. اطلع عليه بتاريخ 2018-06-07.
38. ↑  Linshi، Jack (7 يوليو 2015). "More People Are Running for Presidential Nomination Than Ever". Time. مؤرشف من الأصل في 2024-11-18. اطلع عليه بتاريخ 2016-02-14.
39. ↑  Reeve، Elspeth (27 أكتوبر 2015). "How Donald Trump Evolved From a Joke to an Almost Serious Candidate". ذا نيو ريببلك. مؤرشف من الأصل في 2024-06-20. اطلع عليه بتاريخ 2018-07-23.
40. ↑  "How Donald Trump Won the G.O.P. Nomination". The New Yorker (بالإنجليزية الأمريكية). 4 May 2016. Archived from the original on 2024-06-07. Retrieved 2021-09-24.
41. ↑  Bump، Philip (23 مارس 2016). "Why Donald Trump is poised to win the nomination and lose the general election, in one poll". واشنطن بوست. مؤرشف من الأصل في 2023-03-22.
42. ↑  Nussbaum، Matthew (3 مايو 2016). "RNC Chairman: Trump is our nominee". بوليتيكو. مؤرشف من الأصل في 2024-12-13. اطلع عليه بتاريخ 2016-05-04.
43. ↑  Hartig، Hannah؛ Lapinski، John؛ Psyllos، Stephanie (19 يوليو 2016). "Poll: Clinton and Trump Now Tied as GOP Convention Kicks Off". إن بي سي نيوز. مؤرشف من الأصل في 2024-12-08. اطلع عليه بتاريخ 2023-06-12.
44. ↑  "2016 General Election: Trump vs. Clinton". The Huffington Post. مؤرشف من الأصل في 2016-10-02. اطلع عليه بتاريخ 2016-10-03.
45. ↑  Levingston، Ivan (15 يوليو 2016). "Donald Trump officially names Mike Pence for VP". سي إن بي سي. مؤرشف من الأصل في 2024-12-10.
46. ↑  "Trump closes the deal, becomes Republican nominee for president". فوكس نيوز. 19 يوليو 2016. مؤرشف من الأصل في 2024-12-05.
47. ↑  Timm، Jane C. (17 يوليو 2016). "9 Elephants in the Room at RNC: Who's Missing From the Speakers List". إن بي سي نيوز. مؤرشف من الأصل في 2023-10-09. اطلع عليه بتاريخ 2016-08-16.
48. ↑  Raju، Manu (5 مايو 2016). "Flake, McCain split over backing Trump". سي إن إن. مؤرشف من الأصل في 2022-09-22. اطلع عليه بتاريخ 2016-05-07.
49. ↑  "2016 Presidential Debate Schedule". 23 سبتمبر 2015. اطلع عليه بتاريخ 2016-09-30.
50. ↑  "US presidential debate: Trump won't commit to accept election result". بي بي سي نيوز. 20 أكتوبر 2016. مؤرشف من الأصل في 2024-12-09. اطلع عليه بتاريخ 2016-10-27.
51. ↑  "How US media reacted to the third presidential debate". هيئة البث الأسترالية. 20 أكتوبر 2016. مؤرشف من الأصل في 2024-12-17. اطلع عليه بتاريخ 2016-10-27.
52. ↑  "Trump's promises before and after election". بي بي سي عبر الإنترنت. 19 سبتمبر 2017. مؤرشف من الأصل في 2024-12-20.
53. ↑  Johnson، Jenna (12 أبريل 2017). "Trump on NATO: 'I said it was obsolete. It's no longer obsolete.'". واشنطن بوست. مؤرشف من الأصل في 2023-11-21. اطلع عليه بتاريخ 2019-11-26.
54. ↑  Muller، Jan-Werner (2016). What Is Populism?. University of Pennsylvania Press. ص. 101. ISBN:978-0-8122-9378-4.
55. ↑  Kazin، Michael (22 مارس 2016). "How Can Donald Trump and Bernie Sanders Both Be 'Populist'?". مجلة نيويورك تايمز. مؤرشف من الأصل في 2024-12-25.
56. ↑  Becker، Bernie (13 فبراير 2016). "Trump's 6 populist positions". بوليتيكو. مؤرشف من الأصل في 2024-12-13.
57. ↑  Sharman، Jon (21 ديسمبر 2016). "Democrats can finally agree with Donald Trump on something". ذي إندبندنت. مؤرشف من الأصل في 2023-10-09. اطلع عليه بتاريخ 2016-12-21.
58. ↑  Williams، Mason B. (7 يناير 2017). "Would Trump's Infrastructure Plan Fix America's Cities?". ذا أتلانتيك. مؤرشف من الأصل في 2024-08-15.
59. ↑  Shafer، Jack (مايو 2016). "Did We Create Trump?". Politico. مؤرشف من الأصل في 2024-01-20.
60. ↑  Trump & Schwartz 2009، صفحة 56.
61. ↑  Fahrenthold، David A. (17 أغسطس 2015). "20 times Donald Trump has changed his mind since June". واشنطن بوست. مؤرشف من الأصل في 2022-03-28.
62. ↑  Hensch، Mark (12 يوليو 2015). "'Meet the Press' tracks Trump's flip-flops". The Hill. مؤرشف من الأصل في 2023-10-14.
63. 1 2  Noah، Timothy (26 يوليو 2015). "Will the real Donald Trump please stand up?". بوليتيكو. مؤرشف من الأصل في 2024-12-10.
64. ↑  Timm، Jane C. "A Full List of Donald Trump's Rapidly Changing Policy Positions". إن بي سي نيوز. مؤرشف من الأصل في 2024-12-14. اطلع عليه بتاريخ 2016-07-12.
65. ↑  Walsh، Kenneth T. (15 أغسطس 2016). "Trump: Media Is 'Dishonest and Corrupt'". يو إس نيوز آند وورد ريبورت. مؤرشف من الأصل في 2024-12-09. 'If the disgusting and corrupt media covered me honestly and didn't put false meaning into the words I say, I would be beating Hillary by twenty percent,' Trump also tweeted Sunday.
66. ↑  Koppel، Ted (24 يوليو 2016). "Trump: "I feel I'm an honest person"". سي بي إس نيوز. مؤرشف من الأصل في 2024-11-26. Well, I think that I'm an honest person ... I feel I'm an honest person. And I don't mind being criticized at all by the media, but I do wanna – you know, I do want them to be straight about it.
67. ↑  Blake، Aaron (6 يوليو 2015). "Donald Trump is waging war on political correctness. And he's losing". واشنطن بوست. مؤرشف من الأصل في 2023-12-13.
68. ↑  Cillizza، Chris (14 يونيو 2016). "This Harvard study is a powerful indictment of the media's role in Donald Trump's rise". واشنطن بوست. مؤرشف من الأصل في 2023-03-18.
69. ↑  "The 'King of Whoppers': Donald Trump". FactCheck.org. 21 ديسمبر 2015. مؤرشف من الأصل في 2024-12-17.
70. ↑  Holan، Angie Drobnic؛ Qiu، Linda (21 ديسمبر 2015). "2015 Lie of the Year: the campaign misstatements of Donald Trump". بوليتيفاكت.كوم. مؤرشف من الأصل في 2019-12-18.
71. ↑  Farhi، Paul (26 فبراير 2016). "Think Trump's wrong? Fact checkers can tell you how often. (Hint: A lot.)". واشنطن بوست. مؤرشف من الأصل في 2023-03-22.
72. ↑  Stelter، Brian (26 سبتمبر 2016). "The weekend America's newspapers called Donald Trump a liar". سي إن إن. مؤرشف من الأصل في 2024-05-16.
73. ↑  McCammon، Sarah (10 أغسطس 2016). "Donald Trump's controversial speech often walks the line". الإذاعة الوطنية العامة. Many of Trump's opaque statements seem to rely on suggestion and innuendo.
74. 1 2  Flitter، Emily؛ Oliphant، James (28 أغسطس 2015). "Best president ever! How Trump's love of hyperbole could backfire". رويترز. مؤرشف من الأصل في 2023-05-10.
75. ↑  Konnikova، Maria (20 يناير 2017). "Trump's Lies vs. Your Brain". بوليتيكو. مؤرشف من الأصل في 2024-12-03. اطلع عليه بتاريخ 2018-03-31.
76. ↑  Lopez، German (14 أغسطس 2017). "We need to stop acting like Trump isn't pandering to white supremacists". Vox. مؤرشف من الأصل في 2024-12-19. اطلع عليه بتاريخ 2018-01-02.
77. ↑  Blow، Charles M. (18 سبتمبر 2017). "Is Trump a White Supremacist?". نيويورك تايمز. مؤرشف من الأصل في 2024-12-25.
78. ↑  Kharakh، Ben؛ Primack، Dan (22 مارس 2016). "Donald Trump's Social Media Ties to White Supremacists". Fortune. مؤرشف من الأصل في 2019-06-26.
79. ↑  White، Daniel (26 يناير 2016). "Trump Criticized for Retweeting Racist Account". Time. مؤرشف من الأصل في 2024-06-25.
80. ↑  "White Nationalists and the Alt-Right Celebrate Trump's Victory". مركز قانون الحاجة الجنوبي. 9 نوفمبر 2016. اطلع عليه بتاريخ 2016-11-10.
81. ↑  Chan، Melissa (28 فبراير 2016). "Donald Trump Refuses to Condemn KKK, Disavow David Duke Endorsement". Time. مؤرشف من الأصل في 2024-12-02. اطلع عليه بتاريخ 2018-01-20.
82. ↑  Lozada، Carlos (30 ديسمبر 2016). "Donald Trump and the alt-right: A marriage of convenience". واشنطن بوست. مؤرشف من الأصل في 2023-01-30. اطلع عليه بتاريخ 2017-03-18.
83. ↑  Nelson، Libby (12 أغسطس 2017). ""Why we voted for Donald Trump": David Duke explains the white supremacist Charlottesville protests". Vox. مؤرشف من الأصل في 2024-12-04. اطلع عليه بتاريخ 2018-08-18.
84. ↑  Cummings، William (15 أغسطس 2017). "Former KKK leader David Duke praises Trump for his 'courage'". يو إس إيه توداي. مؤرشف من الأصل في 2024-10-01. اطلع عليه بتاريخ 2018-08-18.
85. ↑  "One Scholar on Similarities, Substantial Differences Between Trump and Hitler". مؤرشف من الأصل في 2022-01-04. اطلع عليه بتاريخ 2022-05-22.
86. ↑  "Trump allegedly praised Hitler as doing 'a lot of good things,' new book claims". سي إن إن. مؤرشف من الأصل في 2024-12-11.
87. ↑  "Donald Trump 'kept book of Adolf Hitler's speeches in his bedside cabinet and may have read it for inspiration'". Independent.co.uk. 20 مارس 2017. مؤرشف من الأصل في 2024-12-13.
88. ↑  Rosenfeld، Gavriel D. (2019). "An American Führer? Nazi Analogies and the Struggle to Explain Donald Trump". Central European History. ج. 52 ع. 4: 554–587. DOI:10.1017/S0008938919000840. S2CID:212950934.
89. 1 2  Scott، Eugene (3 مارس 2016). "Trump denounces David Duke, KKK". سي إن إن. مؤرشف من الأصل في 2024-12-05.
90. ↑  Ohlheiser، Abby (3 يونيو 2016). "Anti-Semitic Trump supporters made a giant list of people to target with a racist meme". واشنطن بوست. مؤرشف من الأصل في 2023-12-27.
91. ↑  Weigel، David (20 أغسطس 2016). "'Racialists' are cheered by Trump's latest strategy". واشنطن بوست. مؤرشف من الأصل في 2024-01-03. اطلع عليه بتاريخ 2018-06-23.
92. ↑  Krieg، Gregory (25 أغسطس 2016). "Clinton is attacking the 'Alt-Right' – What is it?". سي إن إن. مؤرشف من الأصل في 2024-10-05. اطلع عليه بتاريخ 2016-08-25.
93. ↑  Sevastopulo، Demetri. "'Alt-right' movement makes mark on US presidential election". فاينانشال تايمز. مؤرشف من الأصل في 2016-08-31.
94. ↑  Hawley، George (2017). Making Sense of the Alt-Right. Columbia University Press. ISBN:978-0-231-54600-3.
95. ↑  Wilson، Jason (15 نوفمبر 2016). "Clickbait scoops and an engaged alt-right: everything to know about Breitbart News". الغارديان. مؤرشف من الأصل في 2024-12-25. اطلع عليه بتاريخ 2016-11-18.
96. ↑  "Trump disavows 'alt-right' supporters". بي بي سي عبر الإنترنت. 23 نوفمبر 2016. مؤرشف من الأصل في 2024-12-03.
97. ↑  "Donald Trump's New York Times Interview: Full Transcript". نيويورك تايمز. 23 نوفمبر 2016. مؤرشف من الأصل في 2024-12-25.
98. ↑  "Donald Trump wealth details released by federal regulators". Yahoo! News. 22 يوليو 2015. مؤرشف من الأصل في 2015-08-01. اطلع عليه بتاريخ 2015-08-09.
99. ↑  "Executive Branch Personnel Public Financial Disclosure Report (U.S. OGE Form 278e)" (PDF). U.S. Office of Government Ethics. 15 يوليو 2015. مؤرشف من الأصل (PDF) في 2015-07-23 – عبر بلومبيرغ بيزنس ويك.
100. ↑  Alesci، Cristina؛ Frankel، Laurie؛ Sahadi، Jeanne (19 مايو 2016). "A peek at Donald Trump's finances". CNN. مؤرشف من الأصل في 2024-11-27. اطلع عليه بتاريخ 2016-05-20.
101. ↑  Rappeport، Alan (11 مايو 2016). "Donald Trump Breaks With Recent History by Not Releasing Tax Returns". نيويورك تايمز. مؤرشف من الأصل في 2022-03-31. اطلع عليه بتاريخ 2016-07-19.
102. ↑  Isidore، Chris؛ Sahadi، Jeanne (26 فبراير 2016). "Trump says he can't release tax returns because of audits". سي إن إن. مؤرشف من الأصل في 2024-12-09. اطلع عليه بتاريخ 2016-02-26.
103. ↑  Kopan، Tal (13 مايو 2016). "Trump on his tax rate: 'None of your business'". سي إن إن. مؤرشف من الأصل في 2023-10-09.
104. ↑  Eder، Steve؛ Twohey، Megan (10 أكتوبر 2016). "Donald Trump Acknowledges Not Paying Federal Income Taxes for Years". نيويورك تايمز. مؤرشف من الأصل في 2024-12-25.
105. ↑  Baker، Peter؛ Drucker، Jesse؛ Craig، Susanne؛ Barstow، David (15 مارس 2017). "Trump Wrote Off $100 Million in Business Losses in 2005". نيويورك تايمز. مؤرشف من الأصل في 2024-12-25. اطلع عليه بتاريخ 2017-03-15.
106. ↑  Jagoda، Naomi. "WH releases Trump tax info ahead of MSNBC report: He paid $38M in federal taxes in '05". The Hill. مؤرشف من الأصل في 2024-09-07. اطلع عليه بتاريخ 2017-03-15.
107. ↑  Gordon، Marcy (4 أبريل 2019). "House chairman asks IRS for 6 years of Trump's tax returns". AP News. مؤرشف من الأصل في 2022-12-20.
108. ↑  Stein، Jeff؛ Paletta، Damian (10 أبريل 2019). "Treasury says it will miss Democrats' deadline for turning over Trump tax returns, casts skepticism over request". واشنطن بوست. مؤرشف من الأصل في 2023-10-12.
109. ↑  Lorenzo، Aaron (23 أبريل 2019). "IRS blows deadline to hand over Trump tax returns". بوليتيكو. مؤرشف من الأصل في 2023-10-09.
110. ↑  Rappeport، Alan (6 مايو 2019). "Steven Mnuchin Refuses to Release Trump's Tax Documents to Congress". نيويورك تايمز. مؤرشف من الأصل في 2024-12-25.
111. ↑  Fandos، Nicholas (10 مايو 2019). "House Ways and Means Chairman Subpoenas Trump Tax Records". نيويورك تايمز. مؤرشف من الأصل في 2019-05-10.
112. ↑  Rubin، Richard (17 مايو 2019). "Mnuchin Defies Subpoena for President Trump's Tax Returns". وول ستريت جورنال. مؤرشف من الأصل في 2024-01-13.
113. ↑  Stein، Jeff؛ Dawsey، Josh (21 مايو 2019). "Confidential draft IRS memo says tax returns must be given to Congress unless president invokes executive privilege". واشنطن بوست. مؤرشف من الأصل في 2022-12-24.
114. ↑  Eckert، Toby (22 مايو 2019). "Mnuchin dismisses IRS memo saying Congress must be given Trump's tax returns". بوليتيكو. مؤرشف من الأصل في 2023-10-09.
115. ↑  Schmidt، Kiersten؛ Andrews، Wilson (19 ديسمبر 2016). "A Historic Number of Electors Defected, and Most Were Supposed to Vote for Clinton". نيويورك تايمز. مؤرشف من الأصل في 2024-12-25. اطلع عليه بتاريخ 2017-01-31.
116. ↑  Desilver، Drew (20 ديسمبر 2017). "Trump's victory another example of how Electoral College wins are bigger than popular vote ones". مركز بيو للأبحاث.
117. ↑  "Official 2016 Presidential General Election Results" (PDF). لجنة الانتخابات الفيدرالية. ديسمبر 2017. اطلع عليه بتاريخ 2018-02-12.
118. ↑  Tani، Maxwell (9 نوفمبر 2016). "Trump pulls off biggest upset in U.S. history". بوليتيكو. مؤرشف من الأصل في 2024-12-09. اطلع عليه بتاريخ 2016-11-09.
119. ↑  Cohn، Nate (9 نوفمبر 2016). "Why Trump Won: Working-Class Whites". نيويورك تايمز. مؤرشف من الأصل في 2024-12-25. اطلع عليه بتاريخ 2016-11-09.
120. ↑  Silver، Nate (17 يناير 2017). "Can You Trust Trump's Approval Rating Polls?". FiveThirtyEight. مؤرشف من الأصل في 2024-10-12.
121. ↑  Silver، Nate (21 سبتمبر 2017). "The Media Has A Probability Problem". FiveThirtyEight. مؤرشف من الأصل في 2024-12-10.
122. ↑  Martin، Emmie (23 يناير 2017). "Donald Trump is officially the richest US president in history". بيزنس إنسايدر. مؤرشف من الأصل في 2024-11-06. اطلع عليه بتاريخ 2017-09-09.
123. ↑  Kurtzlebel، Danielle (14 يونيو 2016). "It's Trump's Birthday. If He Wins, He'd Be The Oldest President Ever To Take Office". الإذاعة الوطنية العامة. مؤرشف من الأصل في 2024-04-11. اطلع عليه بتاريخ 2019-05-03.
124. ↑  Weber، Peter (9 نوفمبر 2016). "Donald Trump will be the first U.S. president with no government or military experience". The Week. مؤرشف من الأصل في 2024-06-16.
125. ↑  Yomtov، Jesse (8 نوفمبر 2016). "Where Trump ranks among least experienced presidents". يو إس إيه توداي. مؤرشف من الأصل في 2024-10-01.
126. 1 2  Crockett، Zachary (11 نوفمبر 2016). "Donald Trump will be the only US president ever with no political or military experience". Vox. مؤرشف من الأصل في 2024-12-16. اطلع عليه بتاريخ 2017-01-03.
127. ↑  "Total Scores/Overall Rankings | C-SPAN Survey on Presidents 2021 | C-SPAN.org". www.c-span.org. اطلع عليه بتاريخ 2023-02-27.
128. ↑  "Golf clubs and a $24K dagger: Trump failed to report dozens of foreign gifts". The Guardian. 18 مارس 2023. مؤرشف من الأصل في 2024-12-25. اطلع عليه بتاريخ 2023-03-18.
129. ↑  "Trump, family failed to disclose more than 100 foreign gifts, congressional report says". The Hill. 17 مارس 2023. اطلع عليه بتاريخ 2023-03-17.
130. ↑  Moyer، Justin Wm.؛ Starrs، Jenny؛ Larimer، Sarah (11 مارس 2016). "Trump supporter charged after sucker-punching protester at North Carolina rally". واشنطن بوست. مؤرشف من الأصل في 2023-12-29. اطلع عليه بتاريخ 2016-08-31.
131. ↑  Sullivan، Sean؛ Miller، Michael E. (3 يونيو 2016). "Ugly, bloody scenes in San Jose as protesters attack Trump supporters outside rally". واشنطن بوست. مؤرشف من الأصل في 2024-06-25. اطلع عليه بتاريخ 2016-08-31.
132. ↑  Diamond، Jeremy (28 مايو 2016). "Pro-Trump, anti-Trump groups clash in San Diego". سي إن إن. مؤرشف من الأصل في 2023-12-26. اطلع عليه بتاريخ 2016-08-31.
133. ↑  Cummings، William (11 نوفمبر 2016). "Trump calls protests 'unfair' in first controversial tweet as president-elect". يو إس إيه توداي. مؤرشف من الأصل في 2024-09-01. اطلع عليه بتاريخ 2016-11-27.
134. ↑  Colson، Thomas (11 نوفمبر 2016). "Trump says protesters have 'passion for our great country' after calling demonstrations 'very unfair'". بيزنس إنسايدر. مؤرشف من الأصل في 2024-11-27. اطلع عليه بتاريخ 2016-11-14.
135. ↑  Przybyla، Heidi M.؛ Schouten، Fredreka (22 يناير 2017). "At 2.6 million strong, Women's Marches crush expectations". يو إس إيه توداي (ط. online). مؤرشف من الأصل في 2024-12-17. اطلع عليه بتاريخ 2017-01-22.
136. ↑  Buncombe، Andrew (22 يناير 2017). "We asked ten people why they felt empowered wearing a pink 'pussy' hat". ذي إندبندنت. مؤرشف من الأصل في 2019-12-13. اطلع عليه بتاريخ 2017-01-15.
137. ↑  Varkiani، Adrienne Mahsa (28 يناير 2017). "Here's your list of all the protests happening against the Muslim Ban". ThinkProgress. مؤرشف من الأصل في 2024-07-06. اطلع عليه بتاريخ 2018-09-18.
138. ↑  Westwood، Sarah (22 يناير 2017). "Trump hints at re-election bid, vowing 'eight years' of 'great things'". The Washington Examiner. مؤرشف من الأصل في 2018-08-15. اطلع عليه بتاريخ 2017-02-19.
139. ↑  Morehouse، Lee (31 يناير 2017). "Trump breaks precedent, files as candidate for re-election on first day". Phoenix, Arizona: KTVK. مؤرشف من الأصل في 2017-02-02. اطلع عليه بتاريخ 2017-02-19.
140. ↑  Graham، David A. (15 فبراير 2017). "Trump Kicks Off His 2020 Reelection Campaign on Saturday". ذا أتلانتيك. مؤرشف من الأصل في 2024-12-16. اطلع عليه بتاريخ 2017-02-19.
141. ↑  McCormick، John؛ Jacobs، Jennifer (31 يناير 2018). "Trump's 2020 Re-Election Committee Has $22.1 Million in the Bank". بلومبيرغ نيوز. مؤرشف من الأصل في 2024-11-13. اطلع عليه بتاريخ 2018-03-24.
142. ↑  "Donald J. Trump for President, Inc. / Presidential – Principal campaign committee / Financial summary". لجنة الانتخابات الفيدرالية. 31 ديسمبر 2018. اطلع عليه بتاريخ 2019-02-05.
143. ↑  Donald J. Trump for President, Inc. (31 يناير 2019). "FEC Form 3P – Report of receipts and disbursements – Filing FEC-1312481". Federal Election Commission. اطلع عليه بتاريخ 2019-02-05.
144. ↑  Chen، Shawna (16 نوفمبر 2022). "Trump announces 2024 presidential campaign". Axios. مؤرشف من الأصل في 2022-11-16. اطلع عليه بتاريخ 2022-11-16.
145. ↑  Herman، Alice (15 يوليو 2024). "Donald Trump formally nominated to be Republican presidential candidate". The Guardian. مؤرشف من الأصل في 2024-12-25.
146. ↑  "Trump urges unity after assassination attempt while proposing sweeping populist agenda in RNC finale". Associated Press News. 18 يوليو 2024.
147. ↑  "Donald Trump wins US election in monumental political comeback".
148. ↑  "Trump isn't first to be second: Grover Cleveland set precedent of non-consecutive presidential terms". Independent.co.uk. 6 نوفمبر 2024.